# Romain Lands
Romain Lands es una localidad de Trinidad y Tobago, que forma parte de la región de San Juan-Laventille.

## Geografía
La localidad abarca parte de la isla Trinidad y limita al norte con Cascade y Mon Repos, al sur con Upper Belmont  y Morvant, al este con Mon Repos y al oeste con Marie Road.

## Demografía
Datos demográficos de la localidad de Romain Lands:
| Gráfica de evolución demográfica de Romain Lands entre 2000 y 2011 |
|                                                                    |